# 베시르 벤 사이드
베시르 벤 사이드(아랍어: بشير بن سعيد, Bechir Ben Saïd, 1992년 11월 29일 ~ )는 튀니지의 축구 선수로 현재 튀니지 리그 프로페시오넬 1의 US 모나스티르에서 골키퍼로 활약하고 있다.